# 八代市立松高小学校
八代市立松高小学校（やつしろしりつ まつたかしょうがっこう）は、熊本県八代市永碇町にある公立小学校。
現在30学級あり、八代市内で2番目に規模の大きい小学校である。

## アクセス
- バス
  - 産交バス「永碇」より徒歩約1分
  - 産交バス「河原町」より徒歩約2分
  - 産交バス「八代高校前」より徒歩約2分

- 自家用車
  - 八代ICより車で約23分
  - 八代駅より車で約15分
  - 新八代駅より車で約20分

## 周辺施設
- イオン八代ショッピングセンター
- 八代市立第一中学校
- 熊本県立八代高等学校
- セブン-イレブン八代松高小学校前店